# Amalia Assur
Amalia Assur (8 juni 1803 – 1889) was de eerste vrouwelijke tandarts in Zweden.
Amalia Assur werd geboren in Stockholm als dochter van de Joodse tandarts Joel Assur (1753-1837), de tandarts van de koninklijke familie, die wordt beschouwd als een van de eerste opgeleide tandartsen in Zweden, en Esther Moses Heilbuth. Haar broer James Assur werd ook tandarts. Amalia Assur trouwde nooit en bleef een mamsell . Ze volgde een opleiding tot tandarts bij haar vader en was al vroeg zijn assistente.
Haar baan als tandartsassistente was niet officieel erkend en Assur werd uiteindelijk bij de autoriteiten aangegeven omdat ze zonder vergunning haar beroep uitoefende . In 1852 kreeg ze speciale toestemming van de Koninklijke Raad voor Gezondheid ( Kongl. Sundhetskollegiet ) om zelfstandig als tandarts te werken in Stockholm. De vergunning was een persoonlijke vrijstelling, omdat het beroep van tandarts formeel verboden was voor vrouwen. Amalia vormde daarom eerder een uitzondering dan een pionier voor andere vrouwen, aangezien het beroep nog steeds verboden was voor vrouwen.
In 1861 werd het officieel mogelijk gemaakt voor vrouwen om het beroep van tandarts ui te oefenen. De eerste vrouw die toestemming kreeg om haar beroep uit te oefenen was Rosalie Fougelberg .